# Batueta
Batueta és un gènere d'aranyes araneomorfes de la subfamilia Erigoninae, dins de la família Linyphiidae.
Fou descrit per primera vegada per G. H. Locket l'any 1982.
El podem trobar a l'est i sud-est d'Àsia.

## Llista d'espècies
Segons The World Spider Catalog 20.0:
- Batueta baculum Tanasevitch, 2014 – Laos, Tailandia, Malàisia (Mainland, Borneo), Indonèsia (Sumatra)
- Batueta cuspidata Zhao & Li, 2014 – Xina
- Batueta similis Wunderlich & Song, 1995 – Xina
- Batueta voluta Locket, 1982 (E. tipus) – Laos, Vietnam, Tailandia, Malàisia, Singapur